# Partho Ganguli
Partho Ganguli (* März 1953) ist ein indischer Badmintonspieler. 

## Karriere
Partho Ganguli wurde erstmals 1980 indischer Meister im Herrendoppel. 1981 verteidigte er den Doppeltitel, jedoch mit neuem Partner Vikram Singh an seiner Seite. 1982 gewann er das Mixed mit Ami Ghia. Ein Jahr später siegte er bei den French Open und den Austrian International. 1985 und 1989 wurde er noch einmal indischer Meister im Doppel. Bei seinen Teilnahmen an den Badminton-Weltmeisterschaften 1977 und 1980 erkämpfte er bei seinem ersten Start im Herrendoppel mit Platz neun sein bestes Resultat.

## Sportliche Erfolge
| Saison | Veranstaltung                 | Disziplin    | Platz | Name                             |
| ------ | ----------------------------- | ------------ | ----- | -------------------------------- |
| 1980   | Indien: Einzelmeisterschaften | Herrendoppel | 1     | Partho Ganguli / P. G. Chengappa |
| 1981   | Indien: Einzelmeisterschaften | Herrendoppel | 1     | Partho Ganguli / Vikram Singh    |
| 1982   | Indien: Einzelmeisterschaften | Mixed        | 1     | Partho Ganguli / Ami Ghia        |
| 1983   | Austrian International        | Herrendoppel | 1     | Partho Ganguli / Leroy D’sa      |
| 1983   | French Open                   | Herrendoppel | 1     | Partho Ganguli / Vikram Singh    |
| 1985   | Indien: Einzelmeisterschaften | Herrendoppel | 1     | Partho Ganguli / Vikram Singh    |
| 1989   | Indien: Einzelmeisterschaften | Herrendoppel | 1     | Partho Ganguli / Vikram Singh    |